# 1979.
◄ | 19. stoljeće | 20. stoljeće | 21. stoljeće | ►
◄ | 1940-ih | 1950-ih | 1960-ih | 1970-ih | 1980-ih | 1990-ih | 2000-ih | ►
◄◄ | ◄ | 1976. | 1977. | 1978. | 1979. | 1980. | 1981. | 1982. | ► | ►►
Arhitektura • Astronautika • Astronomija • Biologija • Film • Fotografija • Glazba • Kazalište • Kemija • Kiparstvo • Knjige • Književnost • Kršćanstvo • Meteorologija • Medicina • Planinarstvo • Politika • Pravo • Promet • Slikarstvo • Strip • Šport • Televizija • Znanost • Zrakoplovstvo • Željeznički promet

## Događaji
- Generalna skupština UN proglasila je 1979. godinu Međunarodnom godinom djeteta.
- Dubrovnik i Plitvička jezera uvšteni su na popis Unescove svjetske baštine
- u Monte Carlu održano prvo svjetsko prvenstvo u backgammonu
- 4. ožujka – Stephen P. Synnott otkrio Jupiterov satelit Metis
- 4. ožujka – Svemirska letjelica Voyager 1 poslala prve snimke Jupiterovih prstenova
- 5. ožujka – Stephen P. Synnott otkrio Jupiterov satelit Tebu
- 28. ožujka – Nesreća u nuklearnoj elektrani na otoku Tri Milje u Pensylvaniji dovela do opsežnog radijacijskog zračenja
- 1. travnja – Iran službeno postaje islamska republika
- 11. travnja – Tanzanijske trupe okupirale glavni grad Ugande, diktator Idi Amin bježi u Saudijsku Arabiju
- 15. travnja – Potres u Crnoj Gori
- 30. travnja – U bazilici sv. Petra, papa Ivan Pavao II. priredio svečano euharistijsko slavlje u čast 11. stoljetnice međunarodnog priznanja hrvatske državne neovisnosti[1]
- 2. lipnja – Papa Ivan Pavao II. posjetio rodnu Poljsku, prvi posjet jednog pape nekoj komunističkoj zemlji
- 8. srpnja – Jewitt i Danielson otkrili Jupiterov satelit Adrasteju
- 19. srpnja – Sandinisti preuzimaju vlast u Nikaragvi
- 1. rujna – Pioneer 11 postaje prva svemirska letjelica koja je stigla do Saturna
- 4. studenoga – Počinje talačka kriza u Iranu kada 3000 radikala zauzima američko veleposlanstvo u Teheranu i zarobljava 90 ljudi
- 24. prosinca – Lansirana prva europska raketa Ariane

## Rođenja

### Siječanj
- 1. siječnja – Anthony Šerić, hrvatski nogometaš
- 8. siječnja – Stipe Pletikosa, hrvatski nogometaš
- 16. siječnja – Aaliyah, američka pjevačica i glumica († 2001.)
- 24. siječnja – Tatyana Ali, američka glumica i pjevačica

### Veljača
- 1. veljače – Rachelle Lefevre, kanadska glumica
- 6. veljače – Ivan Bošnjak, hrvatski nogometaš
- 13. veljače – Mena Suvari, američka glumica
- 16. veljače – Valentino Rossi, talijanski motociklist
- 17. veljače – Songül Öden, turska glumica
- 21. veljače – Jennifer Love Hewitt, američka glumica i pjevačica
- 26. veljače – Corinne Bailey Rae, engleska pjevačica
- 28. veljače – Ivo Karlović, hrvatski tenisač
- 28. veljače – Primož Peterka, slovenski skijaš skakač

### Ožujak
- 13. ožujka – Danijela Pintarić, hrvatska pjevačica (sopran), violinistica i kazališna glumica
- 19. ožujka – Ivan Ljubičić, hrvatski tenisač
- 29. ožujka – Katarina Radivojević, srpska glumica
- 30. ožujka – Norah Jones, američka pjevačica i glumica

### Travanj
- 1. travnja – Ivano Balić, hrvatski rukometaš
- 1. travnja – Darko Miladin, hrvatski nogometaš
- 2. travnja – Aslı Tandoğan, turska glumica
- 4. travnja – Heath Ledger, australski glumac († 2008.)
- 5. travnja – Song Dae-Nam, južnokorejski judaš
- 7. travnja – Robert Jozinović, hrvatski glumac
- 12. travnja – Claire Danes, američka glumica
- 13. travnja – Murat Yıldırım, turski glumac
- 19. travnja – Kate Hudson, američka glumica
- 21. travnja – James McAvoy, škotski glumac

### Svibanj
- 6. svibnja – Renata Sopek, hrvatska televizijska voditeljica
- 10. svibnja – Svetlana Zaharova, ruska primabalerina
- 23. svibnja – Rasual Butler, američki košarkaš
- 24. svibnja – Tracy McGrady, američki košarkaš

### Lipanj
- 3. lipnja – Mato Neretljak, hrvatski nogometaš
- 5. lipnja – Antonija Šola, hrvatska pjevačica i glumica
- 28. lipnja – Luka Dragić, hrvatski glumac

### Srpanj
- 5. srpnja – Amélie Mauresmo, francuska tenisačica
- 16. srpnja – Jayma Mays, američka glumica
- 18. srpnja – Zrinka Cvitešić, hrvatska glumica
- 23. srpnja – Mehmet Akif Alakurt, turski glumac

### Kolovoz
- 1. kolovoza – Jason Momoa, američki glumac
- 12. kolovoza – Marin Skender, nogometni vratar
- 22. kolovoza – Leona Paraminski, hrvatska glumica
- 27. kolovoza – Ana Begić, hrvatska glumica

### Rujan
- 8. rujna – P!nk, američka pjevačica
- 11. rujna – Filip Brkić, hrvatski sportski novinar
- 14. rujna – Ivica Olić, hrvatski nogometaš
- 15. rujna – Dave Annable, američki filmski i TV glumac
- 18. rujna – Marin Miletić, hrvatski političar
- 22. rujna – Maja Šuput, hrvatska pjevačica
- 30. rujna – Krešimir Sučević Međeral, hrvatski jezikoslovac i kvizoman

### Listopad
- 2. listopada – Antonija Blaće, hrvatska televizijska voditeljica
- 9. listopada – Jelena Kovačić, hrvatska dramatičarka i dramaturginja
- 10. listopada – Nicolás Massú, čileanski tenisač
- 14. listopada – Velina, hrvatska dizajnerica i bivša pjevačica
- 16. listopada – Božo Petrov, hrvatski političar i psihijatar
- 17. listopada – Kimi Räikkönen, finski vozač utrka
- 18. listopada – Ne-Yo, američki pjevač
- 20. listopada – Ivan Dečak, hrvatski glazbenik
- 22. listopada – Jannero Pargo, američki košarkaš
- 30. listopada – Filip Brajković, hrvatski televizijski voditelj

### Studeni
- 6. studenoga – Lamar Odom, američki košarkaš
- 8. studenoga – Aaron Hughes, sjevernoirski nogometaš
- 12. studenoga – Silvestar Sabolčki, hrvatski nogometaš († 2003.)
- 19. studenoga – Mario Lukajić, srpski glumac
- 22. studenoga – Vuk Kostić, srpski glumac
- 23. studenoga – Ivica Kostelić, hrvatski skijaš
- 28. studenoga – Helena Dretar Karić, hrvatska paraolimpijka
- 29. studenoga – Game, američki reper

### Prosinac
- 7. prosinca – Jennifer Carpenter, američka glumica
- 11. prosinca – Rider Strong, američki glumac
- 14. prosinca – Michael Owen, engleski nogometaš
- 23. prosinca – Jacqueline Bracamontes, meksička glumica
- 24. prosinca – Petar Pereža, hrvatski televizijski voditelj i novinar
- 30. prosinca – Yelawolf, američki reper

## Smrti

### Siječanj – ožujak
- 16. ožujka – Jean Monnet, francuski političar (* 1888.)

### Travanj – lipanj
- 18. travnja – Marko Alaupović, vrhbosanski nadbiskup (* 1885.)
- 25. travnja – Slavko Batušić, hrvatski književnik, publicist, povjesničar umjetnosti i redatelj (* 1902.)
- 10. svibnja – Antun Augustinčić, hrvatski kipar (* 1900.)
- 17. svibnja – Zvonimir Cimermančić, hrvatski nogometaš (* 1917.)
- 29. svibnja – Mary Pickford, američka filmska glumica (* 1892.)
- 3. lipnja – Arno Schmidt, njemački književnik (* 1914.)
- 11. lipnja – John Wayne, američki filmski glumac (* 1907.)

### Srpanj – rujan
- 13. srpnja – Juraj Neidhardt, hrvatski arhitekt (* 1901.
- 22. srpnja – Sándor Kocsis, mađarski nogometaš i trener (* 1929.)
- 10. rujna – Jelka Asić, hrvatska operna pjevačica (* 1922.)
- 22. rujna – Otto Robert Frisch, austrijski nuklearni fizičar (* 1904.)

### Listopad – prosinac
- 5. prosinca – Sonia Delaunay, ukrajinsko-francuska umjetnica (* 1885.)
- 9. prosinca – Fulton John Sheen, američki nadbiskup, blaženik (* 1895.)

## Nobelova nagrada za 1979. godinu
- Fizika: Sheldon Glashow, Abdus Salam i Steven Weinberg
- Kemija: Herbert Charles Brown i Georg Wittig
- Fiziologija i medicina: Allan M. Cormack i Godfrey N. Hounsfield
- Književnost: Odysseas Elytis
- Mir: Majka Tereza
- Ekonomija: Theodore Schultz i William Arthur Lewis

## Vanjske poveznice
|  | Zajednički poslužitelj ima još gradiva o temi 1979. |